# Турнір претендентів 2016
Турнір претендентів 2016 (англ. Candidates Tournament 2016) — шаховий турнір, що проходив у Москві (Росія) з 10 по 30 березня 2016 року. Переможцем турніру став Сергій Карякін, який зіграє в матчі за звання чемпіона світу з шахів із чинним чемпіоном світу норвезьким гросмейстером Магнусом Карлсеном.

## Регламент турніру
- Категорія: 22-а (середній рейтинг: 2777,75).

## Кваліфікація
До Турніру претендентів вело 5 різних кваліфікаційних шляхів. Це були, в порядку пріоритетності: гравець, що програв у Матчі за звання чемпіона світу із шахів 2014, топ два фінішери Кубку світу з шахів 2015, топ два фінішери Гран-прі ФІДЕ 2014/2015, наступні 2 найрейтинговіші (середній рейтинг FIDE на основі дванадцяти щомісячних списків із січня по грудень 2015-го, що зіграли хоча б 30 ігор протягом цього періоду) та один номінант організатора (Agon).
| Кваліфікаційний шлях                                                                                 | Гравець          | Вік | Рейтинг | Номер п/п у світовому рейтингу |
| --- | ---------------- | --- | ------- | ------------------------------ |
| Гравець, що програв у Матчі за звання чемпіона світу із шахів 2014                                   | Вішванатан Ананд | 46  | 2762    | 12                             |
| Топ 2 фінішери Кубку світу з шахів 2015                                                              | Сергій Карякін   | 26  | 2760    | 13                             |
| Топ 2 фінішери Кубку світу з шахів 2015                                                              | Петро Свідлер    | 39  | 2757    | 16                             |
| Топ 2 фінішери Гран-Прі ФІДЕ 2014/2015                                                               | Фабіано Каруана  | 23  | 2794    | 3                              |
| Топ 2 фінішери Гран-Прі ФІДЕ 2014/2015                                                               | Хікару Накамура  | 28  | 2790    | 6                              |
| Наступні 2 гравці із найбільшим середнім рейтингом 2015-го року, що брали участь у Кубку та Гран-Прі | Веселин Топалов  | 41  | 2780    | 8                              |
| Наступні 2 гравці із найбільшим середнім рейтингом 2015-го року, що брали участь у Кубку та Гран-Прі | Аніш Гірі        | 21  | 2793    | 4                              |
| Номінант організатора (Agon), із рейтингом FIDE не менше 2725 (станом на липень 2015-го року)        | Левон Аронян     | 33  | 2786    | 7                              |

Для того щоб затвердити список учасників та підписати контракти FIDE надало список кваліфікації до 11 січня, всі учасники підтвердили свою участь, хоча Веселин Топалов був відверто проти вибору Москви у якості міста для проведення турніру. Топалов не був присутнім на церемонії відкриття, що погрожувало йому втратою 5% його призового фонду на користь FIDE та організаторів, згідно з пунктом 3.11.2 порядку проведення Турніру Претендентів.
Рейтинги та номери п/п в цій таблиці були взяті зі списків FIDE станом на березень 2016-го. Вони не використовувались для розсіювання і були надані тільки для інформації. Видатні гравці з високим рейтингом, що не кваліфікувались включають Володимира Крамника, що є колишнім Чемпіоном Світу та номером 2 у світі станом на березень 2016-го та Максима Ваш'є-Лаграва, що є номером 5 у світовому рейтингу. Колонка з віком у роках станом на 15-те березня 2016-го. FIDE диверсифікує гравців по країнах таким чином, щоб Свідлер та Карякін, як і Накамура та Каруана утворили пари в першому та восьмому раундах, щоб уникнути конфліктів у пізніших раундах, що відображено в утворених парах.

### Розклад змагань
- Відкриття турніру: 10 березня
- Ігрові дні: 11-13, 15-17, 19-21, 23-25, 27-28 березня
- Вихідні дні: 14, 18, 22, 26 березня
- Закриття турніру: 29 березня[10]

Початок партій о 13:00 (час Київський).

### Контроль часу
120 хвилин на 40 ходів, потім 60 хвилин на 20 ходів і 15 хвилин до кінця партії з додаванням 30 секунд за кожен зроблений хід, починаючи з 61-го.

### Критерії розподілу місць
- 1. Особиста зустріч;
- 2. Кількість виграних партій;
- 3. Коефіцієнт Зоннеберга-Бергера.

У разі рівності всіх трьох показників буде проведено тай-брейк (29 березня 2016 року)

### Призовий фонд
Загальний призовий фонд — 420 000 Євро (вказані суми оподатковані)
1. 95 000 євро
2. 88 000 євро
3. 75 000 євро
4. 55 000 євро
5. 40 000 євро
6. 28 000 євро
7. 22 000 євро
8. 17 000 євро

## Учасники
|                 |           |                 |              |                 |                  |                |               |
| Фабіано Каруана | Аніш Гірі | Хікару Накамура | Левон Аронян | Веселин Топалов | Вішванатан Ананд | Сергій Карякін | Петро Свідлер |

| Шахіст           | Країна     | Рейтинг Ело | Місце в рейтингу | Спосіб кваліфікації                                                                                |
| ---------------- | ---------- | ----------- | ---------------- | -------------------------------------------------------------------------------------------------- |
| Фабіано Каруана  | США        | 2794        | 3                | переможець Гран-прі ФІДЕ 2014—2015 рр.                                                             |
| Аніш Гірі        | Нідерланди | 2793        | 4                | рейтинг ФІДЕ (за період з 1 січня по 1 грудня 2015 року)                                           |
| Хікару Накамура  | США        | 2790        | 6                | 2 місце за підсумками Гран-прі ФІДЕ 2014—2015 рр.                                                  |
| Левон Аронян     | Вірменія   | 2786        | 7                | wild card організаційного комітету (шахіст з рейтингом Ело за липень 2015 року не менше 2725 очок) |
| Веселин Топалов  | Болгарія   | 2780        | 8                | рейтинг ФІДЕ (за період з 1 січня по 1 грудня 2015 року)                                           |
| Вішванатан Ананд | Індія      | 2762        | 12               | віце-чемпіон світу 2014 року                                                                       |
| Сергій Карякін   | Росія      | 2760        | 13               | переможець Кубка світу ФІДЕ 2015 року                                                              |
| Петро Свідлер    | Росія      | 2757        | 16               | фіналіст Кубка світу ФІДЕ 2015 року                                                                |

- Рейтинг Ело станом на 01.03.2016 року[11].

## Рух за турами
11 лютого 2016 року було проведено жеребкування  турніру  в офісі ФІДЕ в Афінах.
| 1 тур 11.03.2016 року  | 1 тур 11.03.2016 року | 1 тур 11.03.2016 року | 1 тур 11.03.2016 року | 1 тур 11.03.2016 року |
| ---------------------- | --------------------- | --------------------- | --------------------- | --------------------- |
| Карякін                | 0                     | ½:½                   | 0                     | Свідлер               |
| Накамура               | 0                     | ½:½                   | 0                     | Каруана               |
| Гірі                   | 0                     | ½:½                   | 0                     | Аронян                |
| Ананд                  | 0                     | 1:0                   | 0                     | Топалов               |
| 4 тур 15.03.2016 року  |                       |                       |                       |                       |
| Свідлер                | 1½                    | ½:½                   | 2                     | Аронян                |
| Каруана                | 1½                    | ½:½                   | ½                     | Топалов               |
| Карякін                | 2                     | 1:0                   | 2                     | Ананд                 |
| Накамура               | 1                     | ½:½                   | 1½                    | Гірі                  |
| 7 тур 19.03.2016 року  |                       |                       |                       |                       |
| Свідлер                | 2½                    | ½:½                   | 3                     | Каруана               |
| Карякін                | 4                     | ½:½                   | 4                     | Аронян                |
| Накамура               | 2                     | 1:0                   | 2                     | Топалов               |
| Гірі                   | 3                     | ½:½                   | 3½                    | Ананд                 |
| 10 тур 23.03.2016 року |                       |                       |                       |                       |
| Свідлер                | 4                     | ½:½                   | 3½                    | Накамура              |
| Карякін                | 5½                    | ½:½                   | 4½                    | Гірі                  |
| Каруана                | 5                     | 1:0                   | 5½                    | Ананд                 |
| Аронян                 | 5                     | ½:½                   | 3                     | Топалов               |
| 13 тур 27.03.2016 року |                       |                       |                       |                       |
| Каруана                | 7                     | ½:½                   | 6                     | Свідлер               |
| Аронян                 | 6                     | ½:½                   | 7                     | Карякін               |
| Топалов                | 4                     | 0:1                   | 5½                    | Накамура              |
| Ананд                  | 6½                    | ½:½                   | 6                     | Гірі                  |

| 2 тур 12.03.2016 року  | 2 тур 12.03.2016 року | 2 тур 12.03.2016 року | 2 тур 12.03.2016 року | 2 тур 12.03.2016 року |
| ---------------------- | --------------------- | --------------------- | --------------------- | --------------------- |
| Свідлер                | ½                     | ½:½                   | 0                     | Топалов               |
| Аронян                 | ½                     | ½:½                   | 1                     | Ананд                 |
| Каруана                | ½                     | ½:½                   | ½                     | Гірі                  |
| Карякін                | ½                     | 1:0                   | ½                     | Накамура              |
| 5 тур 16.03.2016 року  |                       |                       |                       |                       |
| Гірі                   | 2                     | ½:½                   | 2                     | Свідлер               |
| Ананд                  | 2                     | ½:½                   | 1½                    | Накамура              |
| Топалов                | 1                     | ½:½                   | 3                     | Карякін               |
| Аронян                 | 2½                    | ½:½                   | 2                     | Каруана               |
| 8 тур 20.03.2016 року  |                       |                       |                       |                       |
| Свідлер                | 3                     | ½:½                   | 4½                    | Карякін               |
| Каруана                | 3½                    | 1:0                   | 3                     | Накамура              |
| Аронян                 | 4½                    | ½:½                   | 3½                    | Гірі                  |
| Топалов                | 2                     | ½:½                   | 4                     | Ананд                 |
| 11 тур 24.03.2016 року |                       |                       |                       |                       |
| Аронян                 | 5½                    | 0:1                   | 4½                    | Свідлер               |
| Топалов                | 3½                    | ½:½                   | 6                     | Каруана               |
| Ананд                  | 5½                    | 1:0                   | 6                     | Карякін               |
| Гірі                   | 5                     | ½:½                   | 4                     | Накамура              |
| 14 тур 28.03.2015 року |                       |                       |                       |                       |
| Свідлер                | 6½                    | ½:½                   | 7                     | Ананд                 |
| Гірі                   | 6½                    | ½:½                   | 4                     | Топалов               |
| Накамура               | 6½                    | ½:½                   | 6½                    | Аронян                |
| Карякін                | 7½                    | 1:0                   | 7½                    | Каруана               |

| 3 тур 13.03.2016 року  | 3 тур 13.03.2016 року | 3 тур 13.03.2016 року | 3 тур 13.03.2016 року | 3 тур 13.03.2016 року |
| ---------------------- | --------------------- | --------------------- | --------------------- | --------------------- |
| Накамура               | ½                     | ½:½                   | 1                     | Свідлер               |
| Гірі                   | 1                     | ½:½                   | 1½                    | Карякін               |
| Ананд                  | 1½                    | ½:½                   | 1                     | Каруана               |
| Топалов                | ½                     | 0:1                   | 1                     | Аронян                |
| 6 тур 17.03.2016 року  |                       |                       |                       |                       |
| Ананд                  | 2½                    | 1:0                   | 2½                    | Свідлер               |
| Топалов                | 1½                    | ½:½                   | 2½                    | Гірі                  |
| Аронян                 | 3                     | 1:0                   | 2                     | Накамура              |
| Каруана                | 2                     | ½:½                   | 3½                    | Карякін               |
| 9 тур 21.03.2016 року  |                       |                       |                       |                       |
| Топалов                | 2½                    | ½:½                   | 3½                    | Свідлер               |
| Ананд                  | 4½                    | 1:0                   | 5                     | Аронян                |
| Гірі                   | 4                     | ½:½                   | 4½                    | Каруана               |
| Накамура               | 3                     | ½:½                   | 5                     | Карякін               |
| 12 тур 25.03.2016 року |                       |                       |                       |                       |
| Свідлер                | 5½                    | ½:½                   | 5½                    | Гірі                  |
| Накамура               | 4½                    | 1:0                   | 6½                    | Ананд                 |
| Карякін                | 6                     | 1:0                   | 4                     | Топалов               |
| Каруана                | 6½                    | ½:½                   | 5½                    | Аронян                |
| Фінальний результат    |                       |                       |                       |                       |
| Карякін                | 8½                    |                       | 7                     | Свідлер               |
| Каруана                | 7½                    |                       | 7                     | Аронян                |
| Ананд                  | 7½                    |                       | 7                     | Накамура              |
| Гірі                   | 7                     |                       | 4½                    | Топалов               |

## Таблиця результатів
| № | Учасник          | Країна     | Рейтинг | 1 | 1 | 2 | 2 | 3 | 3 | 4 | 4 | 5 | 5 | 6 | 6 | 7 | 7 | 8 | 8 |  | + | =  | − | Очки | Місце | Перфоманс | +/- |
| - | ---------------- | ---------- | ------- | - | - | - | - | - | - | - | - | - | - | - | - | - | - | - | - |  | - | -- | - | ---- | ----- | --------- | --- |
| 1 | Сергій Карякін   | Росія      | 2760    |   |   | 1 | ½ | ½ | ½ | 1 | 0 | 1 | ½ | ½ | ½ | 1 | ½ | ½ | ½ |  | 4 | 9  | 1 | 8½   | Gold  | 2855      | +19 |
| 2 | Хікару Накамура  | США        | 2790    | 0 | ½ |   |   | ½ | ½ | ½ | 1 | 1 | 1 | 0 | ½ | 0 | ½ | ½ | ½ |  | 3 | 8  | 3 | 7    | 4 — 7 | 2776      | -3  |
| 3 | Аніш Гірі        | Нідерланди | 2793    | ½ | ½ | ½ | ½ |   |   | ½ | ½ | ½ | ½ | ½ | ½ | ½ | ½ | ½ | ½ |  | 0 | 14 | 0 | 7    | 4 — 7 | 2776      | -4  |
| 4 | Вішванатан Ананд | Індія      | 2762    | 0 | 1 | 0 | ½ | ½ | ½ |   |   | ½ | 1 | ½ | 1 | 0 | ½ | ½ | 1 |  | 4 | 7  | 3 | 7½   | 2 — 3 | 2804      | +9  |
| 5 | Веселин Топалов  | Болгарія   | 2780    | ½ | 0 | 0 | 0 | ½ | ½ | ½ | 0 |   |   | 0 | ½ | ½ | ½ | ½ | ½ |  | 0 | 9  | 5 | 4½   | 8     | 2648      | -26 |
| 6 | Левон Аронян     | Вірменія   | 2786    | ½ | ½ | ½ | 1 | ½ | ½ | 0 | ½ | 1 | ½ |   |   | ½ | ½ | ½ | 0 |  | 2 | 10 | 2 | 7    | 4 — 7 | 2777      | -2  |
| 7 | Фабіано Каруана  | США        | 2794    | ½ | 0 | 1 | ½ | ½ | ½ | 1 | ½ | ½ | ½ | ½ | ½ |   |   | ½ | ½ |  | 2 | 11 | 1 | 7½   | 2 — 3 | 2800      | +1  |
| 8 | Петро Свідлер    | Росія      | 2757    | ½ | ½ | ½ | ½ | ½ | ½ | 0 | ½ | ½ | ½ | 1 | ½ | ½ | ½ |   |   |  | 1 | 12 | 1 | 7    | 4 — 7 | 2780      | +5  |